# Kaila lamtoa
Kaila lamtoa är en insektsart som beskrevs av Irena Dworakowska 1981. Kaila lamtoa ingår i släktet Kaila och familjen dvärgstritar.
Artens utbredningsområde är Nigeria. Inga underarter finns listade i Catalogue of Life.